# 나 이외의 누군가
〈나 이외의 누군가〉(일본어: 僕以外の誰か 보쿠이가이노다레카[*])는 일본의 여성 아이돌 그룹 NMB48의 16번째 싱글 앨범으로, 2016년 12월 28일 발매되었다. (CD: YRCS-90136~90140) 곡의 가사는 아키모토 야스시가 썼으며, 작곡과 편곡은 Akira Sunset과 Carlos K. 가 공동으로 담당했다.

## 개요
이전 싱글 〈나는 없어〉 이후로 약 4개월 만에 발표된 작품으로, Type-A, B, C, D의 네 가지 통상반과 극장반까지 모두 다섯 가지의 버전으로 발매되었다. 선발 멤버는 이전보다 4명이 늘어 모두 20명으로 구성되었으며, 이 중에서 나이키 코코로, 야마모토 아야카, 우에무라 아즈사, 카와카미 치히로는 처음 선발되었다. 쿠시로 리나는 11번째 싱글 〈Don't look back!〉 이후 1년 9개월만에, 조 에리코는 12번째 싱글 〈두리안 소년〉 이후 1년 5개월만에 선발로 뽑혔다. 〈나는 없어〉 이후 탈퇴한 와타나베 미유키와 키시노 리카 이외의 선발 멤버는 이번 작품에도 계속 선발 멤버로 진입했다.
2016년 8월 26일, 고베 월드 기념홀에선 "NMB48 콘서트 2016 Summer: 언제까지 야마모토 사야카에게 기댈것인가?"라는 이름의 콘서트가 열렸으며, 이 콘서트는 티켓이 매진되지 않을 경우 이후 작품의 센터 포지션을 야마모토 사야카가 맡고, 만약 매진될 경우 야마모토 외의 멤버가 센터를 맡는다는 식의 기획이었다. 그 결과 221장의 티켓 여분이 남아 〈나 이외의 누군가〉의 센터를 야마모토가 맡게 된다.
야마모토 사야카는 이 곡에 대해 "하드한 댄스곡으로 아크로바틱한 곡", "도전적인 한 곡"이라는 식의 표현을 했다. 또한 이 곡은 NMB48의 노래중에서 처음으로 랩이 사용되기도 했다.
방송으로는 2016년 11월 29일 닛폰 TV에서 방영되었던 《니혼TV계 음악의 제전 베스트 아티스트 2016》에서 처음 선보여졌다.

## 음반 정보

### Type-A
- 품번: YRCS-90136

| #            | 제목                                                  | 작사            | 작곡                     | 편곡                                  | 재생 시간 |
| ------------ | ----------------------------------------------------- | --------------- | ------------------------ | ------------------------------------- | --------- |
| 1.           | 〈〈나 이외의 누군가〉〉 (僕以外の誰か)               | 아키모토 야스시 | Akira Sunset / Carlos K. | Akira Sunset / Carlos K.              | 3:54      |
| 2.           | 〈〈도중하차〉〉 (途中下車 토주게샤[*])               | 아키모토 야스시 | 카와시마 유마 (川島有真) | 이타가키 유스케 (板垣祐介)            | 5:26      |
| 3.           | 〈〈고독 기타〉 (孤独ギター 코도쿠기타[*]) (Team N)〉 | 아키모토 야스시 | 야마모토 사야카          | 노나카 "마다" 유이치 (野中“まさ”雄一) | 4:34      |
| 4.           | 〈〈나 이외의 누군가〉〉 (off vocal ver.)             |                 |                          |                                       | 3:53      |
| 5.           | 〈〈도중하차〉〉 (off vocal ver.)                     |                 |                          |                                       | 5:26      |
| 6.           | 〈〈고독 기타〉〉 (off vocal ver.)                    |                 |                          |                                       | 4:33      |
| 총 재생 시간 | 총 재생 시간                                          | 총 재생 시간    | 총 재생 시간             | 총 재생 시간                          | 27:49     |

DVD
- 〈나 이외의 누군가〉 (뮤직 비디오)
- 〈나 이외의 누군가〉 (뮤직 비디오: 댄스송 버전)
- 〈나 이외의 누군가〉 (뮤직 비디오: 쿠사카 코노미 댄스송 버전)
- 〈고독 기타〉 (뮤직비디오)
- 〈특전영상 오디오 코멘터리 NMB48 콘서트 2016 Summer: 언제까지 야마모토 사야카에게 기댈것인가? 전편〉

### Type-B
- 품번: YRCS-90137

| #            | 제목                                                    | 작사            | 작곡                         | 편곡                       | 재생 시간 |
| ------------ | ------------------------------------------------------- | --------------- | ---------------------------- | -------------------------- | --------- |
| 1.           | 〈〈나 이외의 누군가〉〉                                | 아키모토 야스시 | Akira Sunset / Carlos K.     | Akira Sunset / Carlos K.   | 3:54      |
| 2.           | 〈〈도중하차〉〉                                        | 아키모토 야스시 | 카와시마 유마                | 이타가키 유스케            | 5:26      |
| 3.           | 〈〈사랑은 재난〉 (恋は災難 코이와사이난[*]) (Team M)〉 | 아키모토 야스시 | 토쿠나가 타케히코 (篤永猛彦) | 와카타베 마코토 (若田部誠) | 4:14      |
| 4.           | 〈〈나 이외의 누군가〉〉 (off vocal ver.)               |                 |                              |                            | 3:53      |
| 5.           | 〈〈도중하차〉〉 (off vocal ver.)                       |                 |                              |                            | 5:26      |
| 6.           | 〈〈사랑은 재난〉〉 (off vocal ver.)                    |                 |                              |                            | 4:15      |
| 총 재생 시간 | 총 재생 시간                                            | 총 재생 시간    | 총 재생 시간                 | 총 재생 시간               | 27:11     |

DVD
- 〈나 이외의 누군가〉 (뮤직 비디오)
- 〈나 이외의 누군가〉 (뮤직 비디오: 댄스송 버전)
- 〈나 이외의 누군가〉 (뮤직 비디오: 쿠사카 코노미 댄스송 버전)
- 〈사랑은 재난〉 (뮤직비디오)
- 〈특전영상 오디오 코멘터리 NMB48 콘서트 2016 Summer: 언제까지 야마모토 사야카에게 기댈것인가? 후편〉

### Type-C
- 품번: YRCS-90138

| #            | 제목                                      | 작사            | 작곡                       | 편곡                     | 재생 시간 |
| ------------ | ----------------------------------------- | --------------- | -------------------------- | ------------------------ | --------- |
| 1.           | 〈〈나 이외의 누군가〉〉                  | 아키모토 야스시 | Akira Sunset / Carlos K.   | Akira Sunset / Carlos K. | 3:54      |
| 2.           | 〈〈도중하차〉〉                          | 아키모토 야스시 | 카와시마 유마              | 이타가키 유스케          | 5:26      |
| 3.           | 〈〈Let it snow!〉 (Team BII)〉           | 아키모토 야스시 | 타나카 아키히토 (田中明仁) | 노나카 "마다" 유이치     | 3:47      |
| 4.           | 〈〈나 이외의 누군가〉〉 (off vocal ver.) |                 |                            |                          | 3:53      |
| 5.           | 〈〈도중하차〉〉 (off vocal ver.)         |                 |                            |                          | 5:26      |
| 6.           | 〈〈Let it snow!〉〉 (off vocal ver.)     |                 |                            |                          | 3:47      |
| 총 재생 시간 | 총 재생 시간                              | 총 재생 시간    | 총 재생 시간               | 총 재생 시간             | 26:16     |

DVD
- 〈나 이외의 누군가〉 (뮤직 비디오)
- 〈나 이외의 누군가〉 (뮤직 비디오: 댄스송 버전)
- 〈나 이외의 누군가〉 (뮤직 비디오: 쿠사카 코노미 댄스송 버전)
- 〈Let it snow!〉 (뮤직비디오)
- 〈특전영상 나 이외의 누군가 메이킹 비디오〉

### Type-D
- 품번: YRCS-90139

| #            | 제목                                                                | 작사            | 작곡                         | 편곡                     | 재생 시간 |
| ------------ | ------------------------------------------------------------------- | --------------- | ---------------------------- | ------------------------ | --------- |
| 1.           | 〈〈나 이외의 누군가〉〉                                            | 아키모토 야스시 | Akira Sunset / Carlos K.     | Akira Sunset / Carlos K. | 3:54      |
| 2.           | 〈〈도중하차〉〉                                                    | 아키모토 야스시 | 카와시마 유마                | 이타가키 유스케          | 5:26      |
| 3.           | 〈〈프라이오리티〉 (プライオリティー, Priority) (키노시타 모모카)〉 | 아키모토 야스시 | 츠키다 타다시 (ツキダタダシ) | 츠키다 타다시            | 4:26      |
| 4.           | 〈〈나 이외의 누군가〉〉 (off vocal ver.)                           |                 |                              |                          | 3:53      |
| 5.           | 〈〈도중하차〉〉 (off vocal ver.)                                   |                 |                              |                          | 5:26      |
| 6.           | 〈〈프라이오리티〉〉 (off vocal ver.)                               |                 |                              |                          | 4:26      |
| 총 재생 시간 | 총 재생 시간                                                        | 총 재생 시간    | 총 재생 시간                 | 총 재생 시간             | 26:16     |

DVD
- 〈나 이외의 누군가〉 (뮤직 비디오)
- 〈나 이외의 누군가〉 (뮤직 비디오: 댄스송 버전)
- 〈나 이외의 누군가〉 (뮤직 비디오: 쿠사카 코노미 댄스송 버전)
- 〈프라이오리티〉 (뮤직비디오)
- 〈특전영상 키노시타 모모카 presents "백합극장"〉

### 극장반
- 품번: YRCS-90140

| #            | 제목                                                                                          | 작사            | 작곡                     | 편곡                     | 재생 시간 |
| ------------ | --------------------------------------------------------------------------------------------- | --------------- | ------------------------ | ------------------------ | --------- |
| 1.           | 〈〈나 이외의 누군가〉〉                                                                      | 아키모토 야스시 | Akira Sunset / Carlos K. | Akira Sunset / Carlos K. | 3:54      |
| 2.           | 〈〈도중하차〉〉                                                                              | 아키모토 야스시 | 카와시마 유마            | 이타가키 유스케          | 5:26      |
| 3.           | 〈〈태양이 언덕길을 오를 때〉 (太陽が坂道を昇る頃 타이요가사카미치오노보루코로[*]) (연구생)〉 | 아키모토 야스시 | 카와시마 유마            | 사사키 히로시 (佐々木裕) | 4:28      |
| 4.           | 〈〈나 이외의 누군가〉〉 (off vocal ver.)                                                     |                 |                          |                          | 3:53      |
| 5.           | 〈〈도중하차〉〉 (off vocal ver.)                                                             |                 |                          |                          | 5:26      |
| 6.           | 〈〈태양이 언덕길을 오를 때〉〉 (off vocal ver.)                                              |                 |                          |                          | 4:28      |
| 총 재생 시간 | 총 재생 시간                                                                                  | 총 재생 시간    | 총 재생 시간             | 총 재생 시간             | 27:38     |

## 선발 정보

### 나 이외의 누군가
| - 나이키 코코로 - 무라세 사에 - 스토 리리카 - 시로마 미루 - 시부야 나기사 | - 야구라 후코 - 야마모토 사야카 - 야마모토 아야카 - 야부시타 슈 - 오키타 아야카 | - 오타 유리 - 요시다 아카리 - 우에무라 아즈사 - 조니시 케이 - 조 에리코 | - 카와카미 치히로 - 카토 유카 - 쿠시로 리나 - 타니가와 아이리 - 후지에 레이나 |

### 도중하차
| - 스토 리리카 - 요시다 아카리 | - 우메야마 코코나 - 조니시 레이 | - 조니시 케이 - 카와카미 레나 | - 하야시 모모카 |

### 고독 기타
| - 나이키 코코로 - 마츠무라 메구미 - 미타 마오 - 스토 리리카 | - 아즈마 유키 - 야마모토 사야카 - 야마모토 아야카 - 야마오 리나 | - 야부시타 슈 - 이치카와 미오리 - 조니시 케이 - 코가 나루미 | - 쿠사카 코노미 - 타니가와 아이리 - 하야시 모모카 - 호리 시온 |

### 사랑은 재난
| - 나카노 레이나 - 니시자와 루리나 - 시로 마미루 - 시부야 나기사 | - 야스다 모모네 - 오단 마이 - 요시다 아카리 - 우노 미즈키 | - 이소 카나에 - 이시다 유미 - 카미에다 에미카 - 카와카미 레나 | - 카와카미 치히로 - 카토 유카 - 키노시타 모모카 |

### Let it snow!
| - 모리타 아야카 - 무라나카 유키 - 무라세 사에 - 아카시 나츠코 | - 야구라 후코 - 야마구치 유키 - 오키타 아야카 - 오타 유리 | - 우에무라 아즈사 - 이시즈카 아카리 - 이지리 안나 - 조 에리코 | - 쿠시로 리나 - 타케이 사라 - 후지에 레이나 |

### 프라이오리티
- 키노시타 모모카

### 태양이 언덕길을 오를 때
| - 나카가와 미온 - 니시나카 나나미 - 미조카와 미라이 | - 미즈타 시오리 - 시미즈 리카 - 안도 에리나 | - 야마다 스즈 - 우메야마 코코나 - 이와타 모모카 | - 조니시 레이 - 코지마 카린 - 혼고 유즈하 |